# Castor (estágio de foguete)

Diagrama mostrando o uso de um motor Castor como o segundo estágio de um foguete Scout-B

A família Castor de estágios de foguetes e de foguetes auxiliares à combustível sólido foi criada pela Thiokol. Esses estágios de foguete foram empregados em uma grande variedade de veículos lançadores.
Foram inicialmente desenvolvidos como o motor do segundo estágio para a família de foguetes Scout. O desenho foi baseado no míssil terra-terra chamado MGM-29 Sergeant, desenvolvido para o Exército dos Estados Unidos pelo Jet Propulsion Laboratory.

## Versões

### Castor 1
O modelo Castor 1 foi primeiramente usado para uma lançamento sub-orbital do foguete Scout X-1 em 2 de Setembro de 1960.
Ele tinha 5,9 m de altura, 0,79 m de diâmetro e um tempo de queima de 27 segundos. Esse modelo foi também usado como foguetes auxiliares em vários lançadores, como por exemplo: o Thorad-Agena e alguns modelos da família de foguetes Delta, foram 141 lançamentos como parte dos foguets Scout e Delta, com apenas duas falhas. O último lançamento desse modelo ocorreu em 1971.

### Castor 2
O modelo Castor 2 foi uma evolução do modelo Castor 1. Foi usado como parte do foguete Scout em 1965, e continuou até o último lançamento desse foguete em 1994. Esse modelo foi usado também como foguete auxiliar para os foguetes Delta-E Americano e os N-I, N-2 e H-1 Japonêses. Ele manteve o mesmo diâmetro do Castor 1 e passou de 5,96 para 6,27 m de altura.

### Castor 4

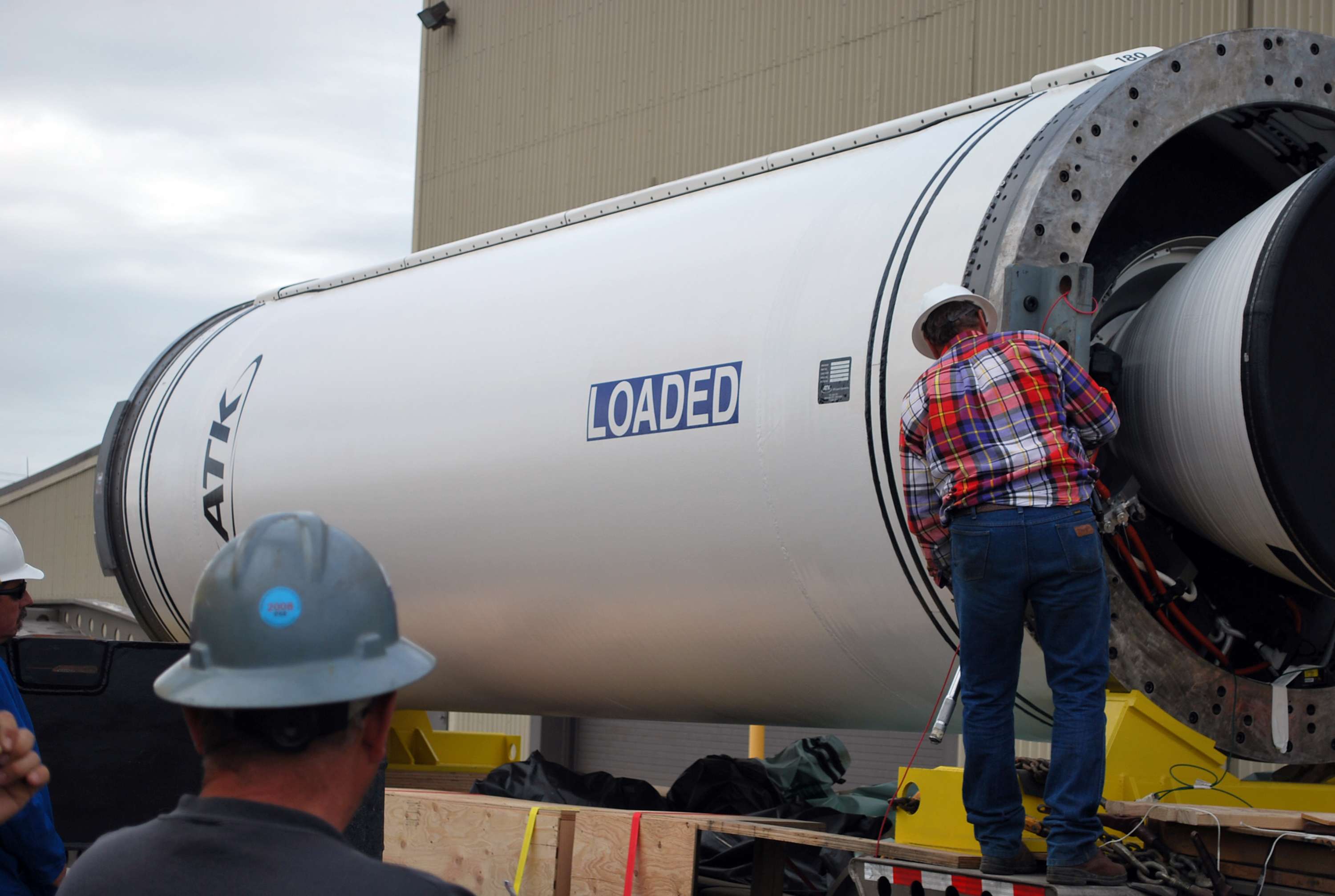
Um Castor 120 que vai ser usado como primeiro estágio de um foguete Taurus XL

O modelo Castor 4, assim como suas variantes A e B, foram aumentados para 1,02 m de diâmetro. Ele foi usado como foguete auxiliar nos seguintes modelos de lançadores: Delta II, Atlas II e Athena. Ele também foi planejado para ser usado como primeiro estágio do foguete Capricornio Espanhol, no entanto o projeto foi cancelado antes mesmo que qualquer voo fosse efetuado.
O modelo Castor 4B é usado no programa [Maxus (foguete)|Maxus]] lançado a partir de Esrange na Suécia, desta vez como foguete principal para conduzir a carga útil com o experimento.
Uma versão modificada do modelo Castor IVA-XL com 11,60 m de altura e 1,22 m de diâmetro está sendo usada como foguete auxiliar no lançador H-IIA Japonês.

### Castor 120
O modelo Castor 120 é um desenvolvimento totalmente diferente. Foi derivado do motor do primeiro estágio do míssil LGM-118 Peacekeeper. O número "120" se refere ao peso previsto de 120.000 libras quando da concepção do projeto. No entanto, o peso do produto atual acabou se mostrando mais leve do que o planejado.
Ele foi usado primeiramente como primeiro estágio do lançador Athena I da empresa Lockheed Martin, e mais tarde como o primeiro e segundo estágios do lançador Athena II. Depois de um lançamento de teste em Agosto de 1995, o primeiro lançamento de um cliente ocorreu em 22 de Agosto de 1997 quando o lançador Athena foi usado para lançar o satélite Lewis da NASA.

### Castor 30
O modelo Castor 30 projetado como um estágio superior, está sendo desenvolvido para uso no foguete Antares.